# Prost Grand Prix
Prost Grand Prix ist ein ehemaliges französisches Formel-1-Team (1997–2001), das nach seinem Mehrheitsbesitzer Alain Prost benannt war. Der viermalige Formel-1-Weltmeister hatte 1996 das französische Traditionsteam Ligier übernommen und auf seinen eigenen Namen getauft. Prost managte sein Team selbst.

## Teamgeschichte

### 1997

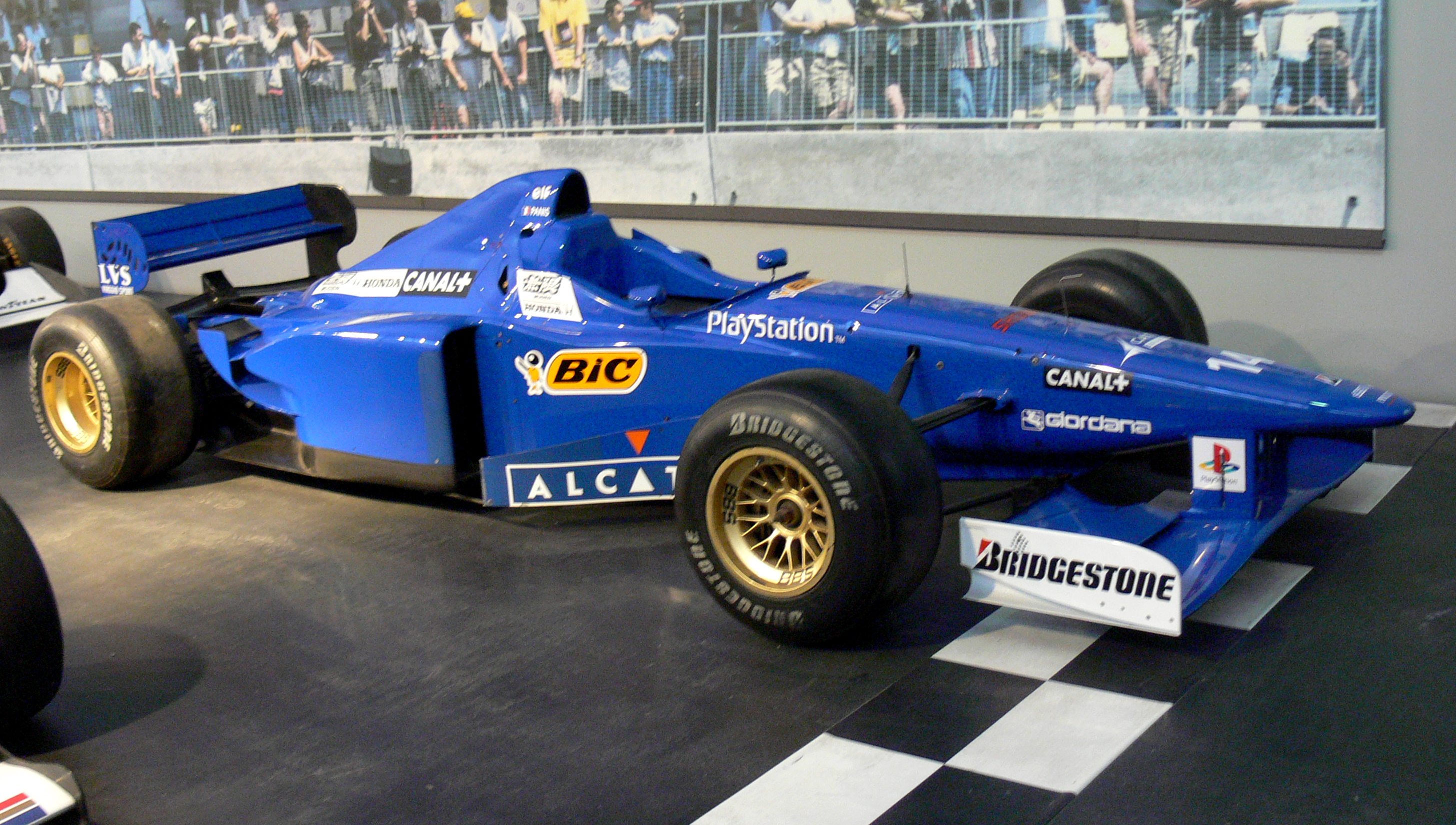
Prost JS45 von 1997

Als Alain Prost 1996 das Ligier-Team übernahm, war die Planung für die Saison 1997 bereits abgeschlossen. Das neue, von Loïc Bigois entworfene, Chassis JS45 war auf den Mugen-Honda-Motor abgestimmt, der neue Reifenlieferant Bridgestone an Bord geholt, Sponsorenverträge liefen weiter. Als Fahrer wurde Olivier Panis übernommen; ihm wurde mit Shinji Nakano ein Bezahlfahrer zur Seite gestellt, der sein Cockpit dem japanischen Motorenlieferanten zu verdanken hatte. Testfahrer war Emmanuel Collard.
Olivier Panis konnte zu Saisonbeginn einige Achtungserfolge erzielen: In Brasilien wurde er Dritter, in Spanien Zweiter – so weit vorne hatte die französische Truppe niemand erwartet. Ein solides Chassis sowie die bei Hitze überlegenen Bridgestone-Reifen ermöglichten dem Team bei günstigen Bedingungen gute Platzierungen. Vor dem Großen Preis von Kanada war Panis überraschend Dritter in der WM-Wertung, brach sich im Rennen bei einem Unfall jedoch unglücklich die Beine. Nachwuchstalent Jarno Trulli von Minardi wurde als Ersatz verpflichtet und überzeugte auf Anhieb: In Österreich führte er 37 Runden, bis der Motor seines Prost den Geist aufgab. Beim Großen Preis von Deutschland konnte er einen vierten Platz und damit seine persönlich beste Saisonplatzierung erringen. Beim Großen Preis von Luxemburg auf dem Nürburgring gab Panis sein Comeback und wurde Sechster, konnte jedoch an seine alte Form nicht mehr anknüpfen. Shinji Nakano errang durch zwei sechste Plätze in Kanada und Ungarn zwei WM-Punkte, konnte insgesamt aber wenig überzeugen.
Am Ende der Saison lag das Team mit 21 Punkten auf Rang sechs der Konstrukteurswertung. Panis wurde mit 16 Punkten Neunter, Trulli mit drei Punkten 15. und Nakano mit zwei Punkten 18. Es war somit die mit Abstand erfolgreichste Saison des Teams.

### 1998

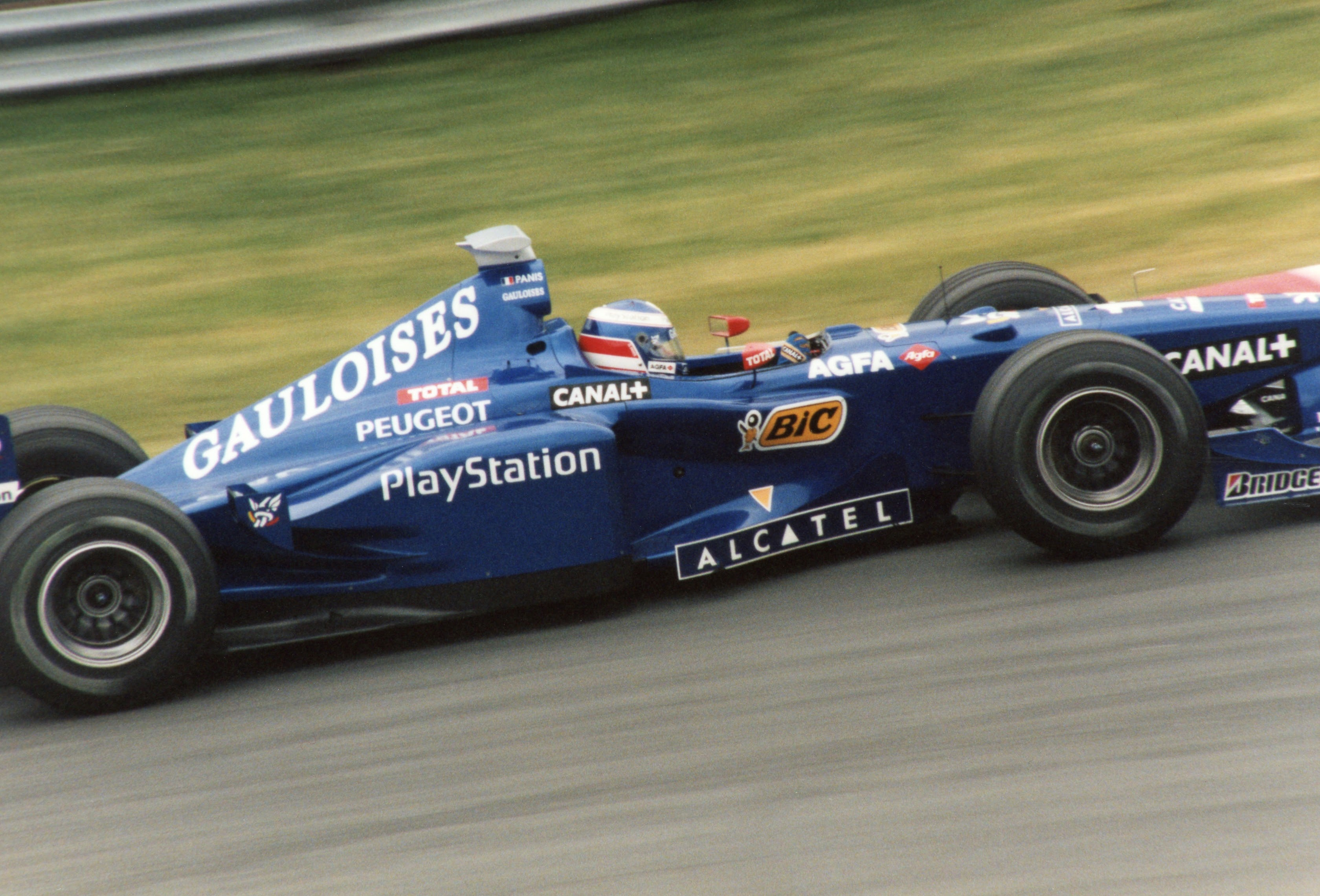
Prost AP01 von 1998 (Olivier Panis)

Für die Saison 1998 warb Alain Prost Peugeot als Motorenlieferanten von Jordan ab – mit dem festen Ziel, Prost Grand Prix zu einem rein französischen Rennstall zu formen und zu etablieren. Außerdem wurde die Basis des Teams mitsamt neu gebauter Fabrik von Abrest nach Guyancourt verlegt. Olivier Panis blieb im Team und sein vormaliger Ersatzmann Jarno Trulli wurde nun zweiter Stammfahrer. Mit den beiden talentierten Piloten schien Prost ein schlagkräftiges Fahrerduo verpflichtet zu haben. Stéphane Sarrazin wurde als Testfahrer engagiert. Zudem wurde mit John Barnard ein äußerst fähiger Designer von Arrows abgeworben.
Prost steckte sich für 1998 hohe Ziele. Für 1998 hatte die FIA jedoch einige umfassende Regeländerungen erlassen, die gerade den finanziell schwächeren Teams Probleme bereiteten. So wurden Rillenreifen eingeführt, die Motoren gedrosselt und die Spur der Autos von zwei Metern auf 1,80 m verringert. Prost brachte mit dem AP01 kein konkurrenzfähiges Fahrzeug an den Start und der Peugeot-Motor war zu schwer und wenig zuverlässig. Dementsprechend enttäuschend verlief die Saison. Lediglich beim Großen Preis von Belgien, bei dem schon am Start sehr viele Autos ausgefallen waren, konnte Trulli mit einem sechsten Platz einen Punkt erzielen. Bei den übrigen Rennen war man meist weitgehend aussichtslos unterwegs und wurde zudem oft durch technische Probleme eingebremst. Auch eine weiterentwickelte Version des Autos, AP01B, konnte daran nicht viel ändern.
Nach Ende der Saison war somit nur ein neunter Platz für das Team zu verbuchen. Trulli wurde 16. der Fahrerwertung, Panis 22.

### 1999
1999 machte das Team wieder einen kleinen Schritt vorwärts. Mit Alan Jenkins wurde ein weiterer talentierter Techniker verpflichtet (er kam von Stewart). Das Fahrerduo Panis/Trulli blieb gleich; ebenso blieb Sarrazin Testfahrer. Und der neue Wagen AP02 war wieder etwas konkurrenzfähiger als sein Vorgänger.
Beide Piloten konnten jeweils zweimal Punkte einfahren. Panis erzielte in Brasilien und Deutschland jeweils einen sechsten Platz. Trulli holte in Spanien ebenfalls einen sechsten Platz und konnte beim chaotischen Großen Preis von Europa von den zahlreichen Ausfällen profitieren und mit Platz zwei ein überraschend starkes Ergebnis erzielen. Es war der dritte und zugleich letzte Podestplatz für das Team überhaupt.
Auch dank des überraschenden zweiten Platzes von Trulli reichte es in der Konstrukteurswertung immerhin für Platz sieben mit insgesamt neun Punkten, was das zweitbeste Gesamtergebnis der Teamgeschichte darstellte. Trulli wurde mit sieben Punkten elfter, Panis mit zwei Punkten 16. Alles in allem konnte aber auch diese Saison erneut nicht den Erwartungen genügen. Prost fuhr weiterhin nur im hinteren Mittelfeld. 

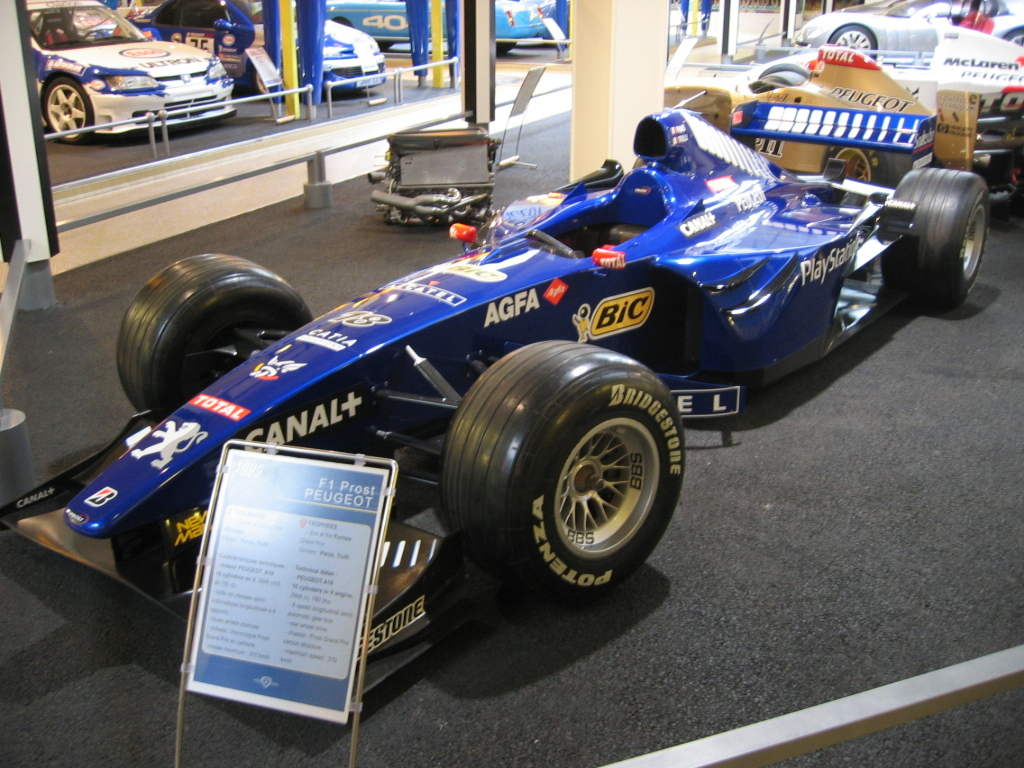
Prost AP02 von 1999
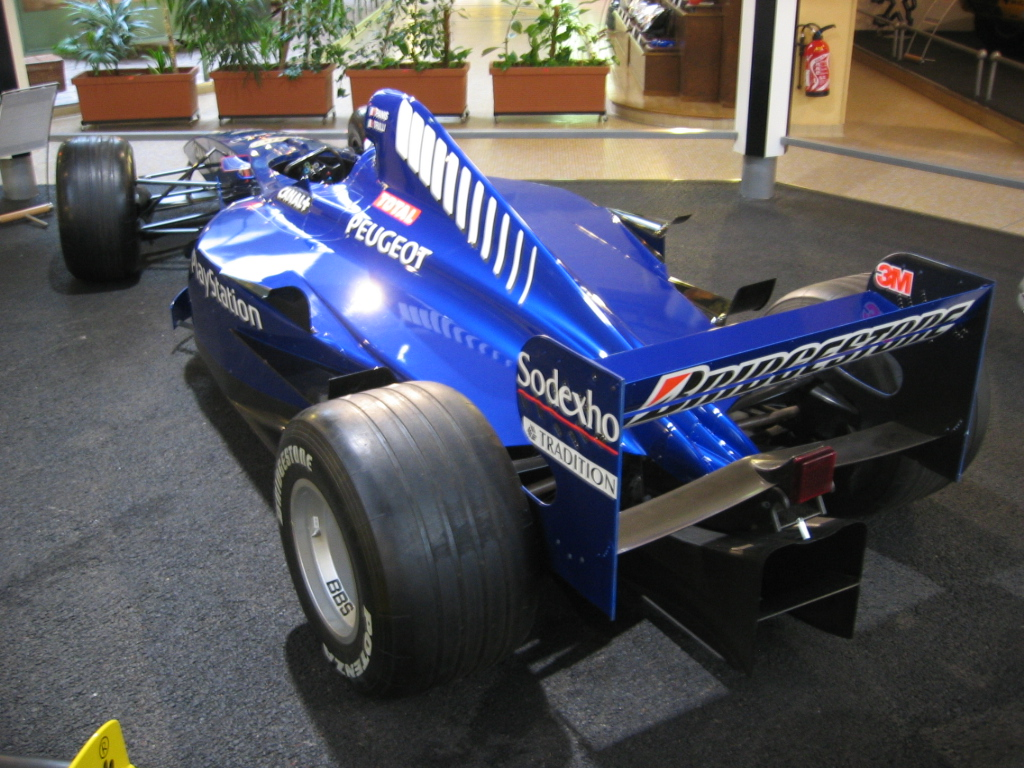
Heckansicht des Fahrzeugs
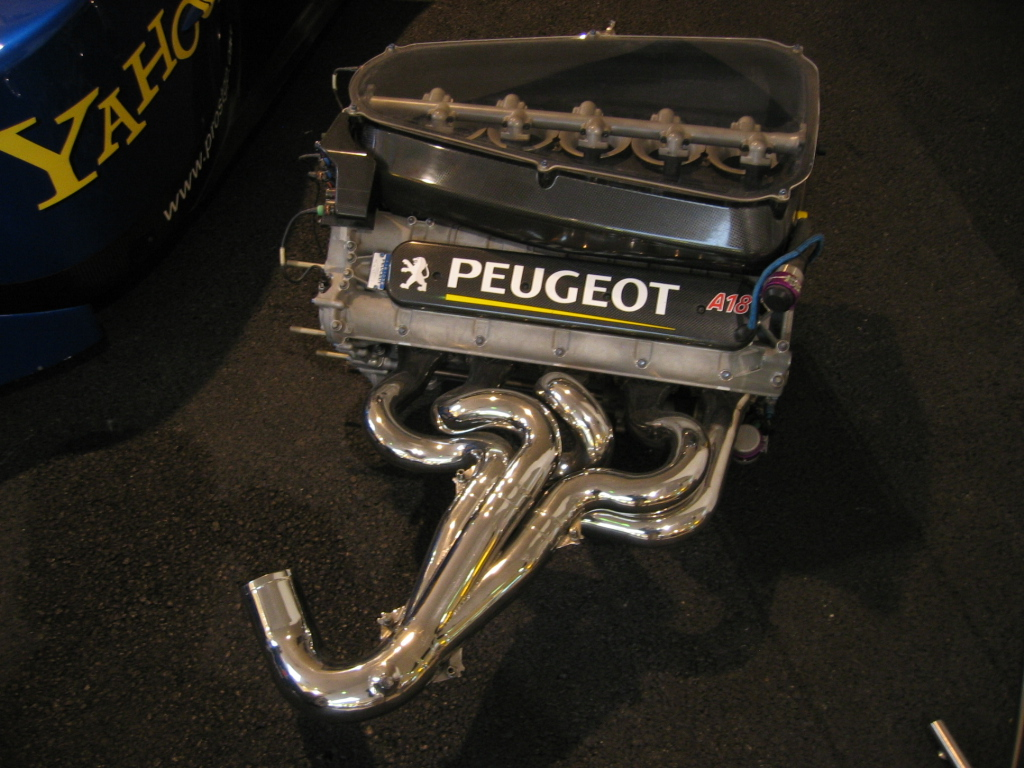
Peugeot V10 A18, der Motor für die Saison 1999

### 2000

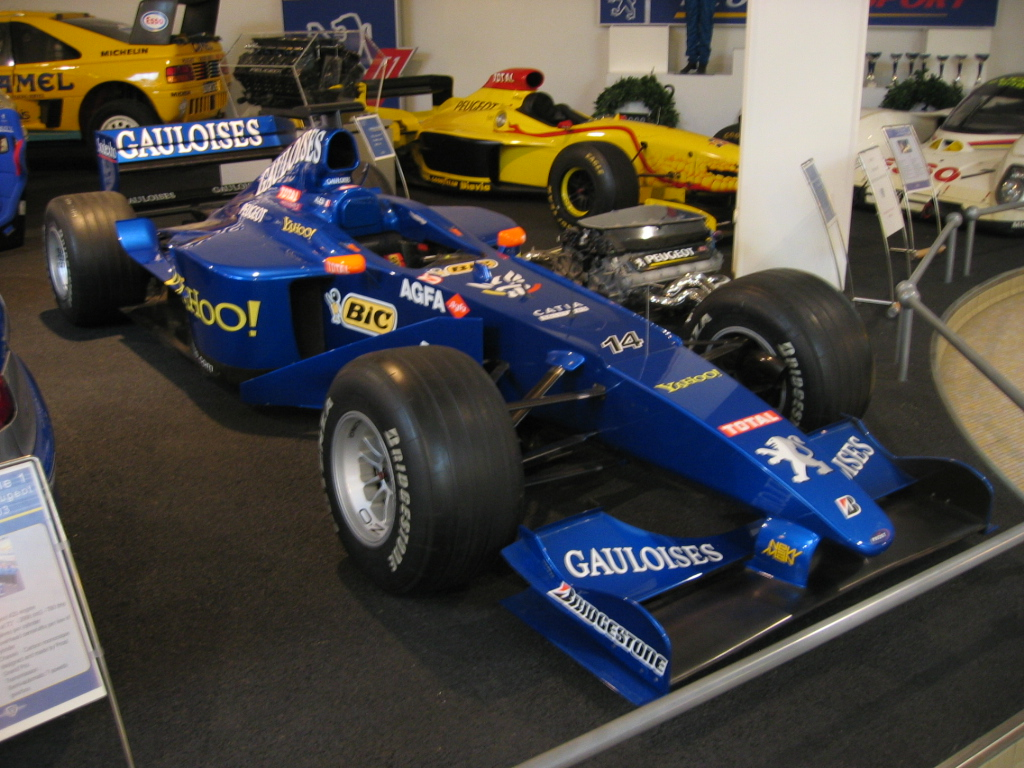
Prost AP03 von 2000

Für die Saison 2000 wurde mit dem erfahrenen Jean Alesi und dem jungen amtierenden Formel-3000-Meister Nick Heidfeld ein komplett neues Fahrerduo engagiert. Das wurde nötig, nachdem Trulli mit der Hoffnung auf bessere Resultate zu Jordan gewechselt war und Panis’ Vertrag nicht verlängert wurde. Testfahrer blieb jedoch weiterhin Stéphane Sarrazin.
Die Saison 2000 wurde zum vorläufigen Tiefpunkt in der Geschichte des Prost-Teams. Der AP03 war völlig unterlegen und auch der mittlerweile technisch veraltete und leistungsschwache Peugeot-Motor war nicht konkurrenzfähig. Zudem war die Zuverlässigkeit ein großes Problem. Folglich gelang es dem Team kein einziges Mal, in die Punkte zu fahren und hatte sogar gegenüber dem notorischen Hinterbänklerteam Minardi öfters das Nachsehen.
Schlussendlich belegte das Team am Ende der Saison mit null Punkten den letzten Platz in der Konstrukteurs-WM. Das war somit mit Abstand das schlechteste Ergebnis der Teamgeschichte. Heidfeld wurde 20., Alesi 22. in der Fahrerwertung.
Allerdings nicht nur sportlich verlief die Saison schlecht. Peugeot entschied sich wegen anhaltender Erfolglosigkeit zum Rückzug aus der Formel 1. Auch viele Sponsoren, u. a. auch Hauptsponsor Gauloises, verließen das Team. Alan Jenkins ging sogar mitten während der Saison. Und finanziell bedeutete die Saison mit 3,8 Millionen Dollar Verlust ebenfalls einen herben Rückschlag für Prost.

### 2001

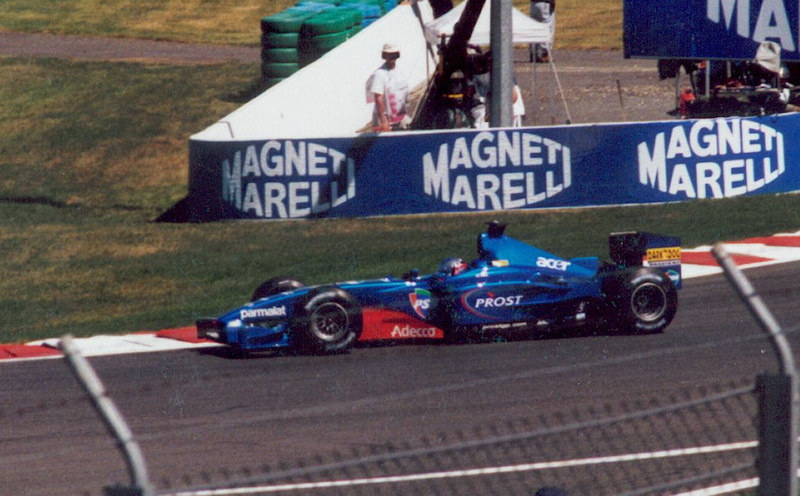
Prost AP04 von 2001 (Jean Alesi)

Für 2001 stand Prost ohne Motor da und auch ohne finanzkräftige Sponsoren. Das Team konnte jedoch vorerst gerettet werden, war die gesamte Saison über aber in großen Geldnöten. Abilio Diniz, Vater des Formel-1-Fahrers Pedro Diniz, kaufte 40 Prozent der Anteile am Rennstall. Prosts Landsmann und Freund Ferrari-Teamchef Jean Todt griff dem Team unter die Arme und bot Kundenmotoren zum Sondertarif an. Prost konnte zudem mit Acer einen neuen Hauptsponsor gewinnen. Dieser erklärte sich sogar dazu bereit, die Ferrari-Motoren zu bezahlen, welche im Gegenzug nach dem Sponsor benannt wurden.
Alesi blieb Prost treu, Heidfeld wechselte hingegen zu Sauber. Stattdessen wurde Paydriver Gastón Mazzacane (er brachte den Sponsor Panamerican Sports Network ein) von Minardi verpflichtet. Als Testfahrer wurde neben dem langjährigen Piloten Stéphane Sarrazin zudem auf Pedro de la Rosa gesetzt, der bei Arrows nicht mehr weiter als Einsatzfahrer beschäftigt wurde. Letzterer wechselte jedoch bereits nach wenigen Wochen und noch vor Saisonbeginn zu Jaguar. Ersetzt wurde er durch Jonathan Cochet. Das Einsatzfahrzeug für 2001 war der Prost AP04 – ein durchaus solides Auto mit einigem Potential. Als neuer Reifenlieferant war fortan der französische Hersteller Michelin tätig.
Alesis Erfahrung zahlte sich aus und der Franzose erkämpfte in Monaco, Kanada und Deutschland insgesamt vier wichtige Punkte. Vom zweiten Fahrer allerdings war wenig zu erwarten: Gastón Mazzacane konnte nicht überzeugen und wurde bereits nach vier glücklosen Rennen durch den von Jaguar kommenden Luciano Burti ersetzt, der sein Cockpit bei seinem alten Team ironischerweise an Pedro de la Rosa verlor. Burtis Leistung war nicht wesentlich besser – sein bestes Ergebnis war aber immerhin ein achter Platz beim Großen Preis von Kanada. Dennoch sollte er eigentlich die gesamte restliche Saison bestreiten. Jedoch verunglückte er beim Großen Preis von Belgien schwer und konnte die Saison nicht mehr fortsetzen. Für die restlichen Rennen wurde er durch Tomáš Enge ersetzt, der jedoch ebenso wie seine beiden Vorgänger zuvor die Erwartungen nicht erfüllen konnte.
Aufgrund des geringen Budgets konnte das Auto während der Saison nur wenig weiterentwickelt werden, weshalb es im Verlauf der Saison immer weniger konkurrenzfähig wurde. Mitte des Jahres 2001 gerieten Prost und sein Fahrer Alesi zunehmend aneinander, weil der Teamchef mehr Engagement einforderte. Alesi konterte mit Vorwürfen zum fehlerhaften Management Prosts. Als Jordan seinen Piloten Heinz-Harald Frentzen entließ, ergriff Alesi die Möglichkeit und wechselte zum irisch-britischen Team. Im Gegenzug nahm Prost Frentzen unter Vertrag, der auf ein Gehalt verzichtete. Dieser erzielte zumindest einen Achtungserfolg, der aber mehr auf Glück zurückzuführen ist: Beim Großen Preis von Belgien qualifizierte er sich für Startplatz vier, da er kurz vor Ende der Qualifikation auf der nach Regen abtrocknenden Strecke im Gegensatz zu vielen anderen Teilnehmern eine relativ gute Runde fahren konnte. Im Rennen hatte er gegen die übermächtige Konkurrenz allerdings keine Chance und wurde abgeschlagen Neunter, nicht zuletzt weil er beim Start einen Rennabbruch durch Abwürgen des Motors verursachte und somit den Grand Prix vom letzten Startplatz bestreiten musste.
Nach Saisonende belegte das Team mit vier Punkten Rang neun in der Konstrukteurs-Tabelle. Frentzen wurde in der Fahrermeisterschaft mit sechs Punkten, die er jedoch alle noch für Jordan geholt hatte, 13., Alesi mit fünf Punkten (einen davon erzielte er im Jordan) 15., Burti mit null Punkten 20., Enge mit ebenfalls null Punkten 24. und Mazzacane, der ebenfalls keine Punkte holen konnte, wurde 25.

### Das Ende des Teams

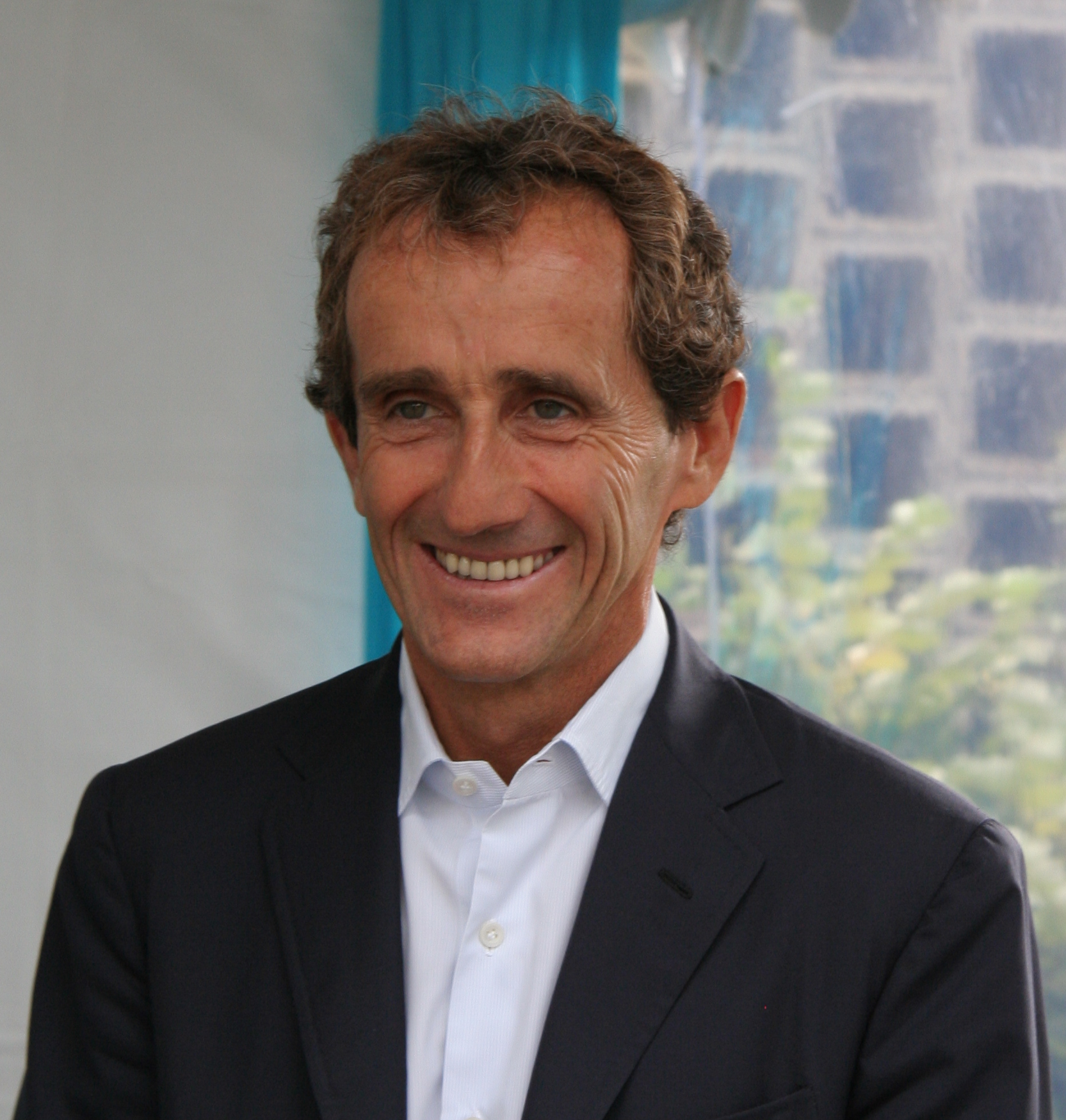
Alain Prost im Jahre 2009

Nach dem letzten Rennen 2001 war bereits zu erahnen, dass es mit Prost Grand Prix nicht mehr weitergehen würde, da weder Fahrer für die nächste Saison verpflichtet wurden, noch ein Motorenvertrag oder ähnliches vorhanden war. Ungeachtet dessen wurde mit den Planungen für den AP05 begonnen. Die Familie Diniz beendete aufgrund von Meinungsverschiedenheiten ihr Engagement im November 2001, obwohl noch während der Saison spekuliert wurde, dass diese das Team komplett übernehmen könnte – dies wurde von Alain Prost jedoch abgelehnt. Schließlich waren zahlreiche verschiedene Geldgeber im Gespräch, etwas Konkretes kam jedoch nicht zustande. Am 22. November 2001 musste Prost Grand Prix Insolvenz anmelden. Ende Januar 2002 erklärte das Handelsgericht in Versailles das Insolvenzverfahren für gescheitert. Damit war das Ende des Teams besiegelt.
Im Februar 2002 übernahm der Investor Charles J. Nickerson die Reste des Teams mitsamt den AP04 des Vorjahres und wollte es mit der Unterstützung von Tom Walkinshaw, dem Inhaber von Arrows, in der Saison 2002 unter dem Namen Phoenix Finance (später: DART Grand Prix) wieder an den Start bringen. Dieses Projekt scheiterte jedoch.

## Zahlen und Daten

### Statistik in der Formel 1
| Saison | Teamname                | Chassis    | Motor               | Reifen | Grands Prix | Siege | Zweiter | Dritter | Poles | schn. Runden | Punkte | WM-Rang |
| ------ | ----------------------- | ---------- | ------------------- | ------ | ----------- | ----- | ------- | ------- | ----- | ------------ | ------ | ------- |
| 1997   | Prost Gauloises Blondes | Prost JS45 | Mugen Honda 3.0 V10 | B      | 17          | –     | 1       | 1       | –     | –            | 21     | 6.      |
| 1998   | Gauloises Prost Peugeot | Prost AP01 | Peugeot 3.0 V10     | B      | 16          | –     | –       | –       | –     | –            | 1      | 9.      |
| 1999   | Gauloises Prost Peugeot | Prost AP02 | Peugeot 3.0 V10     | B      | 16          | –     | 1       | –       | –     | –            | 9      | 7.      |
| 2000   | Gauloises Prost Peugeot | Prost AP03 | Peugeot 3.0 V10     | B      | 17          | –     | –       | –       | –     | –            | 0      | 11.     |
| 2001   | Prost Acer              | Prost AP04 | Acer 3.0 V10        | M      | 17          | –     | –       | –       | –     | –            | 4      | 9.      |
| Gesamt | Gesamt                  | Gesamt     | Gesamt              | Gesamt | 83          | –     | 2       | 1       | –     | –            | 35     |         |

### Alle Fahrer des Prost-Teams in der Formel 1
| Name                  | Jahre     | Grands Prix | Punkte | Siege | Zweiter | Dritter | Poles | Schn. Runden | beste WM-Pos. |
| --------------------- | --------- | ----------- | ------ | ----- | ------- | ------- | ----- | ------------ | ------------- |
| Olivier Panis         | 1997–1999 | 42          | 18     | –     | 1       | 1       | –     | –            | 9. (1997)     |
| Jarno Trulli          | 1997–1999 | 38          | 11     | –     | 1       | –       | –     | –            | 11. (1999)    |
| Jean Alesi            | 2000–2001 | 29          | 4      | –     | –       | –       | –     | –            | 14. (2001)    |
| Shinji Nakano         | 1997      | 17          | 2      | –     | –       | –       | –     | –            | 16. (1997)    |
| Nick Heidfeld         | 2000      | 16          | –      | –     | –       | –       | –     | –            | 20. (2000)    |
| Luciano Burti         | 2001      | 9           | –      | –     | –       | –       | –     | –            | 20. (2001)    |
| Heinz-Harald Frentzen | 2001      | 5           | –      | –     | –       | –       | –     | –            | 13. (2001)    |
| Gastón Mazzacane      | 2001      | 4           | –      | –     | –       | –       | –     | –            | 25. (2001)    |
| Tomáš Enge            | 2001      | 3           | –      | –     | –       | –       | –     | –            | 24. (2001)    |

### Ergebnisse in der Formel 1
| Saison | Chassis | Fahrer         | Nr. | 1   | 2   | 3   | 4   | 5   | 6   | 7   | 8   | 9   | 10  | 11  | 12  | 13  | 14  | 15  | 16  | 17  | Punkte | Rang |
| ------ | ------- | -------------- | --- | --- | --- | --- | --- | --- | --- | --- | --- | --- | --- | --- | --- | --- | --- | --- | --- | --- | ------ | ---- |
| 1997   | JS45    |                |     |     |     |     |     |     |     |     |     |     |     |     |     |     |     |     |     |     | 21     | 6.   |
| 1997   | JS45    | O. Panis       | 14  | 5   | 3   | DNF | 8   | 4   | 2   | 11  | INJ | INJ | INJ | INJ | INJ | INJ | INJ | 6   | DNF | 7   | 21     | 6.   |
| 1997   | JS45    | J. Trulli      | 14  |     |     |     |     |     |     |     | 10  | 8   | 4   | 7   | 15  | 10  | DNF |     |     |     | 21     | 6.   |
| 1997   | JS45    | S. Nakano      | 15  | 7   | 14  | DNF | DNF | DNF | DNF | 6   | DNF | 11* | 7   | 6   | DNF | 11  | DNF | DNF | DNF | 10  | 21     | 6.   |
| 1998   | AP01    |                |     |     |     |     |     |     |     |     |     |     |     |     |     |     |     |     |     |     | 1      | 9.   |
| 1998   | AP01    | O. Panis       | 11  | 9   | DNF | DNF | 11  | 16  | DNF | DNF | 11  | DNF | DNF | 15  | 12  | DNF | DNF | 12  | 11  |     | 1      | 9.   |
| 1998   | AP01    | J. Trulli      | 12  | DNF | DNF | 11  | DNF | 9   | DNF | DNF | DNF | DNF | 10  | 12  | DNF | 6   | 13  | DNF | 12* |     | 1      | 9.   |
| 1999   | AP02    |                |     |     |     |     |     |     |     |     |     |     |     |     |     |     |     |     |     |     | 9      | 7.   |
| 1999   | AP02    | O. Panis       | 18  | DNF | 6   | DNF | DNF | DNF | 9   | 8   | 13  | 10  | 6   | 10  | 13  | 11  | 9   | DNF | DNF |     | 9      | 7.   |
| 1999   | AP02    | J. Trulli      | 19  | DNF | DNF | DNF | 7   | 6   | DNF | 7   | 9   | 7   | DNF | 8   | 12  | DNF | 2   | DNS | DNF |     | 9      | 7.   |
| 2000   | AP03    |                |     |     |     |     |     |     |     |     |     |     |     |     |     |     |     |     |     |     | 0      | 11.  |
| 2000   | AP03    | J. Alesi       | 14  | DNF | DNF | DNF | 10  | DNF | 9   | DNF | DNF | 14  | DNF | DNF | DNF | DNF | 12  | DNF | DNF | 11  | 0      | 11.  |
| 2000   | AP03    | N. Heidfeld    | 15  | 9   | DNF | DNF | DNF | 16  | EX  | 8   | DNF | 12  | DNF | 12* | DNF | DNF | DNF | 9   | DNF | DNF | 0      | 11.  |
| 2001   | AP04    |                |     |     |     |     |     |     |     |     |     |     |     |     |     |     |     |     |     |     | 4      | 9.   |
| 2001   | AP04    | J. Alesi       | 22  | 9   | 9   | 8   | 9   | 10  | 10  | 6   | 5   | 15  | 12  | 11  | 6   |     |     |     |     |     | 4      | 9.   |
| 2001   | AP04    | H.-H. Frentzen | 22  |     |     |     |     |     |     |     |     |     |     |     |     | DNF | 9   | DNF | 10  | 12  | 4      | 9.   |
| 2001   | AP04    | G. Mazzacane   | 23  | DNF | 12  | DNF | DNF |     |     |     |     |     |     |     |     |     |     |     |     |     | 4      | 9.   |
| 2001   | AP04    | L. Burti       | 23  |     |     |     |     | 11  | 11  | DNF | 8   | 12  | 10  | DNF | DNF | DNF | DNS | INJ | INJ | INJ | 4      | 9.   |
| 2001   | AP04    | T. Enge        | 23  |     |     |     |     |     |     |     |     |     |     |     |     |     |     | 12  | 14  | DNF | 4      | 9.   |

| Legende  | Legende            | Legende                                                          |
| Farbe    | Abkürzung          | Bedeutung                                                        |
| -------- | ------------------ | ---------------------------------------------------------------- |
| Gold     | –                  | Sieg                                                             |
| Silber   | –                  | 2. Platz                                                         |
| Bronze   | –                  | 3. Platz                                                         |
| Grün     | –                  | Platzierung in den Punkten                                       |
| Blau     | –                  | Klassifiziert außerhalb der Punkteränge                          |
| Violett  | DNF                | Rennen nicht beendet (did not finish)                            |
| Violett  | NC                 | nicht klassifiziert (not classified)                             |
| Rot      | DNQ                | nicht qualifiziert (did not qualify)                             |
| Rot      | DNPQ               | in Vorqualifikation gescheitert (did not pre-qualify)            |
| Schwarz  | DSQ                | disqualifiziert (disqualified)                                   |
| Weiß     | DNS                | nicht am Start (did not start)                                   |
| Weiß     | WD                 | zurückgezogen (withdrawn)                                        |
| Hellblau | PO                 | nur am Training teilgenommen (practiced only)                    |
| Hellblau | TD                 | Freitags-Testfahrer (test driver)                                |
| ohne     | DNP                | nicht am Training teilgenommen (did not practice)                |
| ohne     | INJ                | verletzt oder krank (injured)                                    |
| ohne     | EX                 | ausgeschlossen (excluded)                                        |
| ohne     | DNA                | nicht erschienen (did not arrive)                                |
| ohne     | C                  | Rennen abgesagt (cancelled)                                      |
| ohne     | keine WM-Teilnahme |                                                                  |
| sonstige | P/fett             | Pole-Position                                                    |
| sonstige | 1/2/3/4/5/6/7/8    | Punktplatzierung im Sprint-/Qualifikationsrennen                 |
| sonstige | SR/kursiv          | Schnellste Rennrunde                                             |
| sonstige | *                  | nicht im Ziel, aufgrund der zurückgelegten Distanz aber gewertet |
| sonstige | ()                 | Streichresultate                                                 |
| sonstige | unterstrichen      | Führender in der Gesamtwertung                                   |